# Cultura de Essuatíni

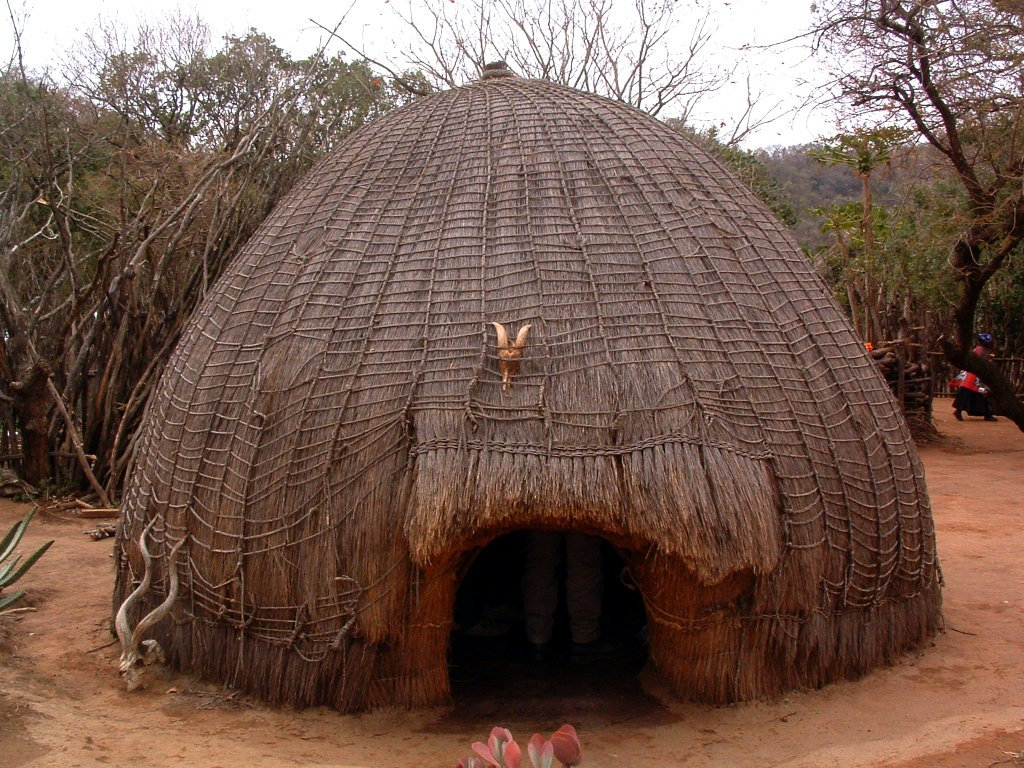
Cabana tradicional (aldeia) em Essuatíni, em agosto de 2006

O evento cultural mais conhecido de Essuatíni, é o anual Reed Dance. O país foi submetido ao rito da castidade o "umchwasho" até 19 agosto 2005.